# 鲁志强 (1944年)
鲁志强（1944年4月15日—），男，陕西西安人，中华人民共和国政治人物，曾任国务院发展研究中心副主任。